# Pancy-Courtecon
Pancy-Courtecon – miejscowość i gmina we Francji, w regionie Hauts-de-France, w departamencie Aisne.
Według danych na styczeń 2014 roku gminę zamieszkiwało 50 osób, a gęstość zaludnienia wynosiła 8 osób/km².